# داتورة بلوطية الأوراق
الداتورة بلوطية الأوراق نوع نباتي يتبع جنس الداتورة من الفصيلة الباذنجانية.